# FIFA Soccer 1996
FIFA Soccer 96 – trzecia część komputerowych gier sportowych z serii FIFA. Zrezygnowano w niej z widoku izometrycznego i stworzono grafikę 3D. Postacie zawodników były wykonane ze sprite’ów. Po raz pierwszy zawody komentował John Motson, zwiększyła się także liczba rodzajów rozgrywki, jednak sama rozgrywka nie uległa zmianie.